# NGC 429
NGC 429 (również PGC 4368 lub UGC 762) – galaktyka soczewkowata (S0), znajdująca się w gwiazdozbiorze Wieloryba. Odkrył ją William Herschel 20 grudnia 1786 roku.